# Khvandamir
Ghiyās̲ al-Dīn ibn Humām al-Dīn Khvānd Mīr (in persiano غیاث‌ الدین خواندمیر‎; Herat, 1475 – 1534) è stato uno storico persiano, tra i più importanti del rinascimento timuride.

## Biografia

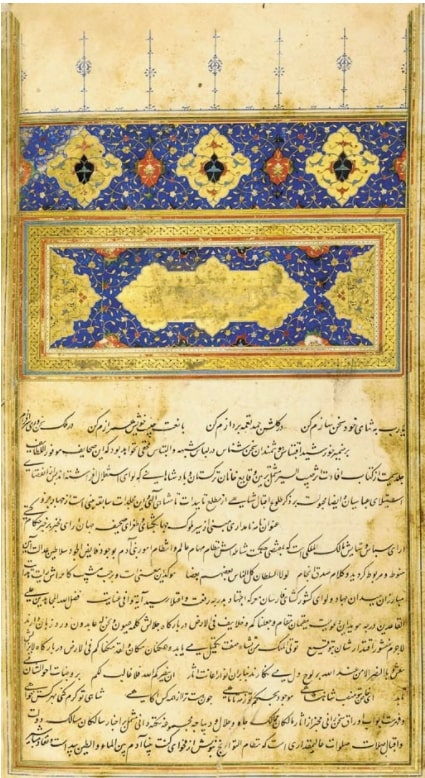
Parte III dell'Ḥabīb al-Siyar di Khvāndamīr, manoscritto su carta, XVII secolo

Il nonno materno di Khvāndamīr (in arabo Khwāndamīr) era lo storico e scienziato Mirkhond, autore della storia universale Rawżat uṣ-ṣafāʾ fī sīrat al-anbiyyāʾ wa-l-mulk wa-l-khulafāʾ ("Il giardino della purezza"), mentre suo padre Khoja Khumāmoddīn fu ministro del principe timuride Sultan Mahmud Mirza.
Khvāndamīr cominciò a studiare storia e letteratura all'età di 10 anni presso la biblioteca di Ali-Shir Nava'i, il quale esercitò una grande influenza sul giovane, tanto da sostenerlo sia moralmente sia economicamente. Grazie all'aiuto del grande storico uzbeko, Khvāndamīr pubblicò in suo onore Muʿāsir al-mulūk e diresse la sua biblioteca. Dopo la morte di Navaʾi, Khvāndamīr passò al servizio del governatore di Balkh, Badiuzzamon, poi a seguito della conquista di Herat da parte di Muhammad Shaybani venne impiegato come sadr nell'ufficio del Primo ministro Khoja Abdurakhim Turkistani.
A partire dal 1509 prese parte alla vita socio-politica di Malakat. Dopo la sconfitta di Shaybani a Merv nel 1510, la stabilità dell'area iniziò a essere minata dalle lotte dei governi vicini all'impero safavide, così Khvāndamīr lasciò definitivamente la nativa Herat nel 1527 per l'India governata da Kamran Mirza, figlio di Babur. Morì nel 1534 e fu sepolto nel Nizamuddin Dargah di Delhi, secondo la sua volontà.

## Le opere
Khvāndamīr scrisse 13 opere in lingua dari, di cui solo 8 sono sopravvissute. La più importante è il Ḥabīb us-siyar (1520-1523), un'opera magna che raccoglie la storia dalle origini del mondo sino ai suoi tempi. Era considerata un'importante fonte dagli studiosi dell'epoca in merito agli imperi timuride e safavide.
- Moʿāsir ul-mulk
- Khulaṣat ul-akhbār
- Makārim ul-akhlaq
- Dustur ul-vuzarā
- Nāmayi-nāmā
- Il settimo volume del Ravżat uṣ-ṣafāʾ
- Ḥabīb us-siyar fī akhbāri afrdi bashar
- Humayūn-nāmā